# 市場社会主義
市場社会主義（しじょうしゃかいしゅぎ、market socialism）とは生産手段の社会的所有の枠内で、限界効用を用いた新古典派経済理論に基づき市場経済の価格決定メカニズムと同様の価格決定を中央計画当局の政策によって行い生産の効率を高めようとする立場である。
市場経済としてには、公的、私的、および労働者協同組合企業が含まれる。他の社会主義経済と異なり、市場社会主義は計画経済に依存するのではなく、むしろ選択的な脱商品化と需要と供給に依存する。提案されているほとんどの市場社会主義システムには自己規制的な側面があり、このため、全体として混合経済と考えることはできない。

## オスカル・ランゲ
ソ連型計画経済同様、生産は国家を中心に計画される。世界恐慌の観察から、市場自由主義（あるいは市場原理主義）のモデルにおいては価格決定において市場の失敗が必ず起こりその結果として一般均衡条件が達成できないことを指摘したポーランドのオスカル・ランゲによって1936年に創始された。
市場社会主義の経済理論の重要な基礎は、ランゲ＝ラーナー＝テイラー・モデルである。これは、生産がすべて国家によって実行されながらその中でも機能する価格決定メカニズムを持つ経済は、完全競争のもとの市場経済と特性としては同様のものを持ち、もってパレート効率（経済においては一般均衡条件）を達成できるとする。

## 20世紀末ソ連崩壊以後
ソ連崩壊直前から以後にかけて、多数の市場社会主義論が出された。
マルクス主義者M・リュベルは『19世紀と20世紀の非市場社会主義』（1987年）で、また、市場経済による価格決定を取り入れる市場社会主義者のジュリアン・ルグランとソール・エストリンは『市場社会主義』（1989年）で、1968年のポーランド危機でイギリスに亡命した経済学者ヴロジメエルス・ブルスとポスト・ケインズ派経済学者カジミエルス・ラスキは『マルクスから市場へ』（1989年)で、マルクスや社会主義的国有化政策は市場経済の役割を理解していないと批判した。
Elson, D.、Ollman, B.(1998)らも市場社会主義について再考している。

## 中国の社会主義市場経済・ベトナムの社会主義志向市場経済との違い
近年の中華人民共和国の発展モデルである「社会主義市場経済」（政策面からは「改革開放政策」として知られる）やベトナム社会主義共和国の「社会主義志向市場経済」（政策面からは「ドイモイ政策」として知られる）とは異なることに注意。
社会主義市場経済や社会主義志向市場経済が生産手段の重要部門（と見做されるもの）を国有としたまま、その他の部門（この場合は市中銀行のシステムを含む）においては自由市場主義（部門によっては自由放任主義）を導入し、様々な財の価格決定については不完全競争の状態を排除することが不可能であることを前提として、その時々の価格体系を形成するにあたって中央計画当局と自由市場が相互補完することを期待したものであるのに対し、市場社会主義のモデルでは価格体系の決定は理論的にはすべて（実際は大半）を中央計画当局が試行錯誤の導入（ランゲ＝ラーナー＝テイラー・モデル）ないし完全に連立方程式による計算（ランゲ＝ディッキンソン・モデル）によって行う。そのため市場社会主義のモデルを現実の国家経済に適用することについては、その国の中では完全競争の条件が成り立つような制度的枠組みが充分に機能していることが不可欠の前提のひとつとなる。